# Campeonato Sul-Americano de Rugby sevens Feminino de 2022
O Campeonato Sul-Americano de Rugby sevens Feminino de 2022 foi realizado em Saquarema, Brasil de 10 a 11 de junho de 2022. O torneio serviu como o primeiro classificatório para os Jogos Pan-Americanos de 2023. O Brasil venceu o torneio, seguido por Colômbia e Argentina.

## Equipes
- Argentina
- Brasil[2]
- Chile
- Colômbia

- Guatemala
- Paraguai
- Peru
- Uruguai

## Fase de grupos

### Grupo A
| Equipe    | J | V | E | D | PP  | PC  | SP  |
| --------- | - | - | - | - | --- | --- | --- |
| Brasil    | 3 | 3 | 0 | 0 | 118 | 5   | 113 |
| Paraguai  | 3 | 2 | 0 | 1 | 63  | 42  | 21  |
| Guatemala | 3 | 1 | 0 | 2 | 32  | 100 | –68 |
| Uruguai   | 3 | 0 | 0 | 3 | 20  | 86  | –81 |

| 10 junho 2022 |      |           |                                              |
| Brasil        | 49-5 | Guatemala | Estádio Elcyr Resende de Mendonça, Saquarema |
|               |      |           | Estádio Elcyr Resende de Mendonça, Saquarema |

| 10 junho 2022 |      |         |                                              |
| Paraguai      | 27-5 | Uruguai | Estádio Elcyr Resende de Mendonça, Saquarema |
|               |      |         | Estádio Elcyr Resende de Mendonça, Saquarema |

| 10 junho 2022 |      |         |                                              |
| Brasil        | 37-0 | Uruguai | Estádio Elcyr Resende de Mendonça, Saquarema |
|               |      |         | Estádio Elcyr Resende de Mendonça, Saquarema |

| 10 junho 2022 |      |          |                                              |
| Guatemala     | 5-36 | Paraguai | Estádio Elcyr Resende de Mendonça, Saquarema |
|               |      |          | Estádio Elcyr Resende de Mendonça, Saquarema |

| 10 junho 2022 |      |          |                                              |
| Brasil        | 32-0 | Paraguai | Estádio Elcyr Resende de Mendonça, Saquarema |
|               |      |          | Estádio Elcyr Resende de Mendonça, Saquarema |

| 10 junho 2022 |       |           |                                              |
| Uruguai       | 15-22 | Guatemala | Estádio Elcyr Resende de Mendonça, Saquarema |
|               |       |           | Estádio Elcyr Resende de Mendonça, Saquarema |

### Grupo B
| Equipe    | J | V | E | D | PP | PC | SP  |
| --------- | - | - | - | - | -- | -- | --- |
| Colômbia  | 3 | 2 | 1 | 0 | 58 | 24 | 34  |
| Argentina | 3 | 2 | 0 | 1 | 41 | 29 | 12  |
| Peru      | 3 | 1 | 0 | 2 | 22 | 62 | –40 |
| Chile     | 3 | 0 | 1 | 2 | 43 | 49 | –6  |

| 10 junho 2022 |      |      |                                              |
| Colômbia      | 29-0 | Peru | Estádio Elcyr Resende de Mendonça, Saquarema |
|               |      |      | Estádio Elcyr Resende de Mendonça, Saquarema |

| 10 junho 2022 |       |       |                                              |
| Argentina     | 15-12 | Chile | Estádio Elcyr Resende de Mendonça, Saquarema |
|               |       |       | Estádio Elcyr Resende de Mendonça, Saquarema |

| 10 junho 2022 |       |       |                                              |
| Colômbia      | 17-17 | Chile | Estádio Elcyr Resende de Mendonça, Saquarema |
|               |       |       | Estádio Elcyr Resende de Mendonça, Saquarema |

| 10 junho 2022 |      |      |                                              |
| Argentina     | 19-5 | Peru | Estádio Elcyr Resende de Mendonça, Saquarema |
|               |      |      | Estádio Elcyr Resende de Mendonça, Saquarema |

| 10 junho 2022 |      |          |                                              |
| Argentina     | 7-12 | Colômbia | Estádio Elcyr Resende de Mendonça, Saquarema |
|               |      |          | Estádio Elcyr Resende de Mendonça, Saquarema |

| 10 junho 2022 |       |      |                                              |
| Chile         | 14-17 | Peru | Estádio Elcyr Resende de Mendonça, Saquarema |
|               |       |      | Estádio Elcyr Resende de Mendonça, Saquarema |

## Final e Playoffs

### Semifinais pelo 5º lugar
| 11 junho 2022 |      |       |                                              |
| Guatemala     | 0-33 | Chile | Estádio Elcyr Resende de Mendonça, Saquarema |
|               |      |       | Estádio Elcyr Resende de Mendonça, Saquarema |

| 11 junho 2022 |     |         |                                              |
| Peru          | 5-0 | Uruguai | Estádio Elcyr Resende de Mendonça, Saquarema |
|               |     |         | Estádio Elcyr Resende de Mendonça, Saquarema |

### Semifinais pelo 1º lugar
| 11 junho 2022 |      |           |                                              |
| Brasil        | 27-0 | Argentina | Estádio Elcyr Resende de Mendonça, Saquarema |
|               |      |           | Estádio Elcyr Resende de Mendonça, Saquarema |

| 11 junho 2022 |     |          |                                              |
| Colômbia      | 7-0 | Paraguai | Estádio Elcyr Resende de Mendonça, Saquarema |
|               |     |          | Estádio Elcyr Resende de Mendonça, Saquarema |

### Playoffs
7º lugar
| 11 junho 2022 |       |         |                                              |
| Guatemala     | 17-24 | Uruguai | Estádio Elcyr Resende de Mendonça, Saquarema |
|               |       |         | Estádio Elcyr Resende de Mendonça, Saquarema |

5º lugar
| 11 junho 2022 |       |      |                                              |
| Chile         | 12-10 | Peru | Estádio Elcyr Resende de Mendonça, Saquarema |
|               |       |      | Estádio Elcyr Resende de Mendonça, Saquarema |

3º lugar
| 11 junho 2022 |      |          |                                              |
| Argentina     | 17-0 | Paraguai | Estádio Elcyr Resende de Mendonça, Saquarema |
|               |      |          | Estádio Elcyr Resende de Mendonça, Saquarema |

Final
| 11 junho 2022 |      |          |                                              |
| Brasil        | 27-0 | Colômbia | Estádio Elcyr Resende de Mendonça, Saquarema |
|               |      |          | Estádio Elcyr Resende de Mendonça, Saquarema |

## Classificação final
| Legenda |                                                |
| ------- | ---------------------------------------------- |
|         | Classificado para Jogos Pan-Americanos de 2023 |

| Rank | Team      |
| ---- | --------- |
| 1    | Brasil    |
| 2    | Colômbia  |
| 3    | Argentina |
| 4    | Paraguai  |
| 5    | Chile     |
| 6    | Peru      |
| 7    | Uruguai   |
| 8    | Guatemala |

## References
1. ↑  «As Yaras continue to dominate in South America - HSBC World Rugby Sevens Series». www.world.rugby. Consultado em 27 de junho de 2022
2. ↑  «Yaras defendem hegemonia no Sul-Americano de rugby sevens feminino em Saquarema». Brasil Rugby. 7 de junho de 2022. Consultado em 10 de junho de 2022
3. ↑  «Yaras vencem Colômbia e faturam invictas vigésimo título sul-americano de sevens». www.brasilrugby.com.br/. Confederação Brasileira de Rugby. 11 de junho de 2022. Consultado em 12 de junho de 2022